# Zeleny Hay (Óblast de Odesa)
Zelenyj Haj  (ucraniano: Зелений Гай) es una localidad del Raión de Podilsk en el Óblast de Odesa de Ucrania. Según el censo de 2001, tiene una población de 2 habitantes.